# Улрих II фон Розенберг
Улрих II фон Розенберг (на чешки: Oldřich II z Rožmberka; на немски: Ulrich II von Rosenberg; * 13 януари 1403; † 28 април 1462, Крумау/Чески Крумлов) е благородник от род Розенберг в Бохемия. Той е хауптман, от 1438 до 1444 г. щатхалтер на Бохемия и също регент на фамилията Розенберг.

## Биография
Той е син на Хайнрих III фон Розенберг († 1412) и втората му съпруга Елизабет фон Кравар и Плумлау († 1444). Сестра му Катарина фон Розенберг (1406 – 1455) се омъжва за Райнпрехт III фон Валзе († 1450). През 15 и 16 век фамилията Розенберги е най-влиятелна в Бохемия. Родът измира през 1611 г.
В средата на юни 1420 г. Улрих II фон Розенберг участва в обсадата на Табор за Сигизмунд Люксембургски. На 28 февруари 1434 г. император Сигизмунд го прави свой представител за преговорите с каликстинците. След смъртта на Сигизмунд той помага на Албрехт II. Улрих II фон Розенберг загубва политическото си влияние при следващия крал Иржи Подебради.
На 13 ноември 1451 г. Улрих предава управлението на синовете си Хайнрих, Йост и Йохан. На 17 август 1461 г. Улрих трябва след съдебно решение, заради конфликти със синът му Йохан, да се оттегли в двореца си в Крумау. Улрих фалшифицира множество документи, за да увеличи престижа на фамилията Розенберг.
Той умира на 59 години на 28 април 1462 г. в Крумау и е погребан във фамилната гробница в манастирската църква Вишеброд/Хоенфурт.

## Фамилия
Първи брак: с Катарина фон Вартенберг († 3 май/29 юни 1436), дъщеря на Йохан фон Вартенберг, бургграф на Глац († пр. 1405) и фрайин Анна/Йохана фон Волхартиц. Те имат шест деца:
- Хайнрих IV фон Розенберг († 1456/1457), женен за Агнес фон Шаунберг († 1457)
- Йохан II фон Розенберг († 1472), женен за Анна фон Силезия-Глогау († 1483)
- Йост II фон Розенберг († 1467), епископ на Бреслау (1456 – 1467)
- Агнес († 1488)
- Лудмила, омъжена за Бохуслав V фон Швамберг (Bohuslav ze Švamberka) († 1490)
- Перхта (1425 – 1476), омъжена за Йохан фон Лихтенщайн-Николсбург († 1473)

Втори брак: с фрайин Елизабет фон Шванберг (Alžběta ze Švamberka). Бракът е бездетен.

## Галерия
- Улрих II фон Розенберг
- Замък Розенберг (Rožmberk) в Бохемия